# Giovanni II di Gerusalemme (vescovo)
Giovanni II, chiamato anche Silvano (IV secolo – Gerusalemme, 417) è stato il vescovo di Gerusalemme tra il 386 e il 417.
Viene venerato come santo dalla Chiesa cattolica.

## Biografia
Era un monaco ed era stato ordinato presbitero da Cirillo, a cui succedette nel 386. Nel 392 ordinò il futuro santo Porfirio come vescovo di Gaza.
Nel 394 cominciò una controversia con Epifanio di Salamina e Girolamo riguardo a Origene, che egli si rifiutava di condannare. Teofilo di Alessandria riuscì a riconciliarlo con Girolamo nel 397; in questa riconciliazione (di cui alcuni danno il merito a santa Melania) fu coinvolto Rufino, prete di Aquileia, già amico di Girolamo, in seguito suo oppositore. L'amicizia tra Giovanni e Teofilo non impedì al patriarca di riconoscere i torti del secondo nei confronti di Giovanni Crisostomo; si dichiarò a favore di quest'ultimo in occasione della sua condanna da parte di Teofilo nel 403 nel sinodo della Quercia.
Nonostante Pelagio fosse stato deferito nel Concilio di Diospoli del 415, Giovanni lo assolse grazie a sua equivoca professione di fede; Agostino e papa Innocenzo gli scrissero in merito per farlo tornare sui propri passi.
Il 26 dicembre 415 fece traslare nella Chiesa di Sion le reliquie di santo Stefano rinvenute il 3 dicembre. Morì nel 417 (416 secondo il Pagi).

## Culto
La Chiesa cattolica lo venera come santo e il Martirologio romano ne fa memoria al 10 gennaio, con queste parole: A Gerusalemme, san Giovanni, vescovo, che, al tempo della controversia sulla retta dottrina, si adoperò molto per la fede cattolica e per la pace nella Chiesa.